# Tunga penetrans
 (décembre 2014).
Espèce
Synonymes
- Sarcopsylla penetrans
- Pulex penetrans

Tunga penetrans,, ou Sarcopsylla penetrans (gr. σαρκός sarkos, chair ; ψύλλα psúlla, puce ; lat. penetrans, pénétrant) est une espèce de petites puces tropicales, plus connue sous le nom vulgaire de « puce chique ». La pénétration dans l'épiderme humain de femelles fécondées de Tunga penetrans provoque la tungose, ou sarcopsyllose.
La puce chique est un arthropode parasite que l'on rencontre dans les zones tropicales, en particulier en Amérique du Sud (ex. : Guyane), aux Antilles, en Afrique et à Madagascar. Longue d'un millimètre, la puce-chique est la plus petite puce connue.
Lors de sa phase de vie libre, cette puce fait des sauts assez modestes par rapport aux autres espèces : jusqu'à 20 cm environ. Le port de chaussures fermées est donc un mode de prévention efficace.

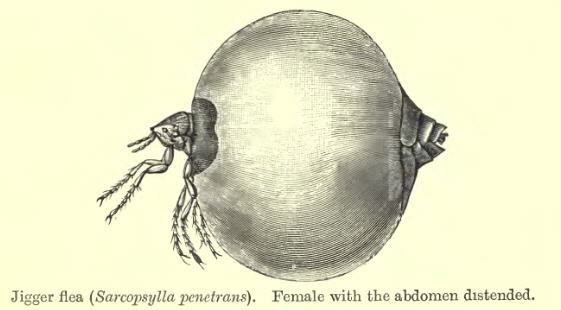
Tunga penetrans femelle à l'abdomen distendu.

Ces puces vivent dans le sol et le sable, et se nourrissent régulièrement d'hôtes à sang chaud tels que les humains, le bétail, les moutons, les chiens, les souris, etc. Pour se reproduire, la femelle s'enfonce sous la peau de l'hôte, tête la première, laissant la partie postérieure de son abdomen visible à travers un orifice dans la lésion épidermique. Cet orifice permet à la puce-chique de respirer, pendant qu'elle se nourrit sur les vaisseaux sanguins des couches cutanée et sous-cutanée du derme. En deux semaines, la chique pond une centaine d'œufs qui tombent au sol. La puce meurt alors et est éliminée par la peau de l'hôte. En trois à quatre jours, les œufs éclosent et donnent des larves qui mettront trois ou quatre semaines à se transformer en adultes.
Dans son ouvrage intitulé Deux années au Brésil (1862), François-Auguste Biard a écrit : Il existe au Brésil un insecte infiniment petit : le "pulex penetrans" ou "bicho-de-pé" (pt), sorte de tique imperceptible qui se glisse sous les ongles des pieds, dans les doigts, et quelquefois dans d'autres parties du pied. Cette tique une fois introduite, souvent assez profondément dans la chair, pond des œufs par millions dans une poche qui grossit énormément. Si on les laisse éclore dans la plaie, des désordres très graves en sont le résultat. On m'a affirmé qu'un savant, ayant voulu emporter en Europe un échantillon de ces tiques avec les œufs, n'avait pas voulu les faire enlever, et était mort pendant la traversée.

## Traitement
voir tungose.